# Таби ат-табиин
- Джафар ас-Садик (ум. 148 г.х.)
- Суфьян ас-Саури (ум. 161 г.х.)
- Малик ибн Анас (ум. 179 г.х.)
- Мухаммад аш-Шафии (ум. 204 г.х.)
- Ахмад ибн Ханбаль (ум. 241 г.х.)
- Абу Дауд (ум. 275 г.х.)

Та́би’ ат-та́би’и́н (араб. تابع التابعين‎) — третье поколение мусульман, следующее за сахабами и табиинами.

## История
В сборнике хадисов имама аль-Бухари приводится хадис от Имрана ибн Хусейна о том, что пророк Мухаммад сказал: 

«Лучшие люди в моей общине — это моё поколение, затем — следующее за ним, а затем — следующее за ним. (Имран продолжил: „Я не помню точно, сколько он назвал поколений после своего: два или три“). После них же появятся люди, которые будут свидетельствовать и их свидетельства не будут приниматься, будут совершать предательства, вследствие чего им не будут доверять, будут давать обеты, но не будут выполнять их. И они будут тучными»

## Критерии
Сунниты считают таби ат-табиинов лучшим поколением мусульман после табиинов. К ним относятся:
- те, кто видели по крайней мере одного из табиинов.
- те, кто придерживались суннитских убеждений.
- те, кто умерли в этом состоянии.